# Martin Johnsrud Sundby
Pour les articles homonymes, voir Sundby.
Martin Johnsrud Sundby, né le 29 septembre 1984 à Oslo, est un fondeur norvégien. Il possède cinq médailles olympiques à son palmarès, l'argent lors de l'édition 2010 à Vancouver dans l'épreuve du relais aux côtés d'Odd-Bjørn Hjelmeset, Lars Berger et Petter Northug, le bronze du skiathlon quatre ans plus tard pour l'édition de Sotchi, l'argent du Skiathlon lors des Jeux olympiques de 2018 à Pyeongchang, où il remporte son premier titre olympique lors du relais, associé à Didrik Tønseth, Simen Hegstad Krüger et Johannes Høsflot Klæbo, avant de doubler avec le titre sur le sprint par équipes. 
Il compte également neuf médailles aux Championnats du monde : deux obtenues en 2011 avec l'or sur le relais avec Eldar Rønning, Tord Asle Gjerdalen et Northug, une médaille de bronze sur le quinze kilomètres, une en 2013, la médaille d'argent du skiathlon trente kilomètres derrière Dario Cologna, et trois en 2017, l'or avec le relais et deux médailles d'argent en skiathlon derrière Sergueï Oustiougov et le quinze kilomètres derrière Iivo Niskanen. Il remporte son premier titre mondial individuel à l'arrivée du quinze kilomètres classique des Championnats du monde 2019 à Seefeld, édition où il remporte le bronze sur le skiathlon et l'or avec le relais.
Il remporte le globe de cristal récompensant le vainqueur du classement général de la Coupe du monde en 2014, 2016 et 2017. Il remporte également plusieurs compétitions par étapes : deux victoires au Tour de ski, lors des éditions 2014 et 2016, quatre victoires lors du Nordic Opening, de 2013 à 2016, une victoire lors des Finales 2014 et la première édition du Ski Tour Canada en 2016.

## Biographie

### Débuts et premiers podiums
Licencié au Røa IL, Sundby prend part à son premier championnat du monde junior en 2003, où il est huitième du trente kilomètres et médaillé d'argent du relais. 
Le fondeur démarre en Coupe du monde en mars 2005 à Oslo et marque ses premiers points en décembre 2006 à La Clusaz. Lors de la saison 2007-2008, il collecte trois succès dans des épreuves collectives, dont un sprint par équipes à Liberec. Le 30 novembre 2008, le Norvégien est pour la première fois victorieux en Coupe du monde à l'occasion du quinze kilomètres classique de Kuusamo, avant de terminer huitième du Tour de ski, pour son premier top dix en course par étapes.

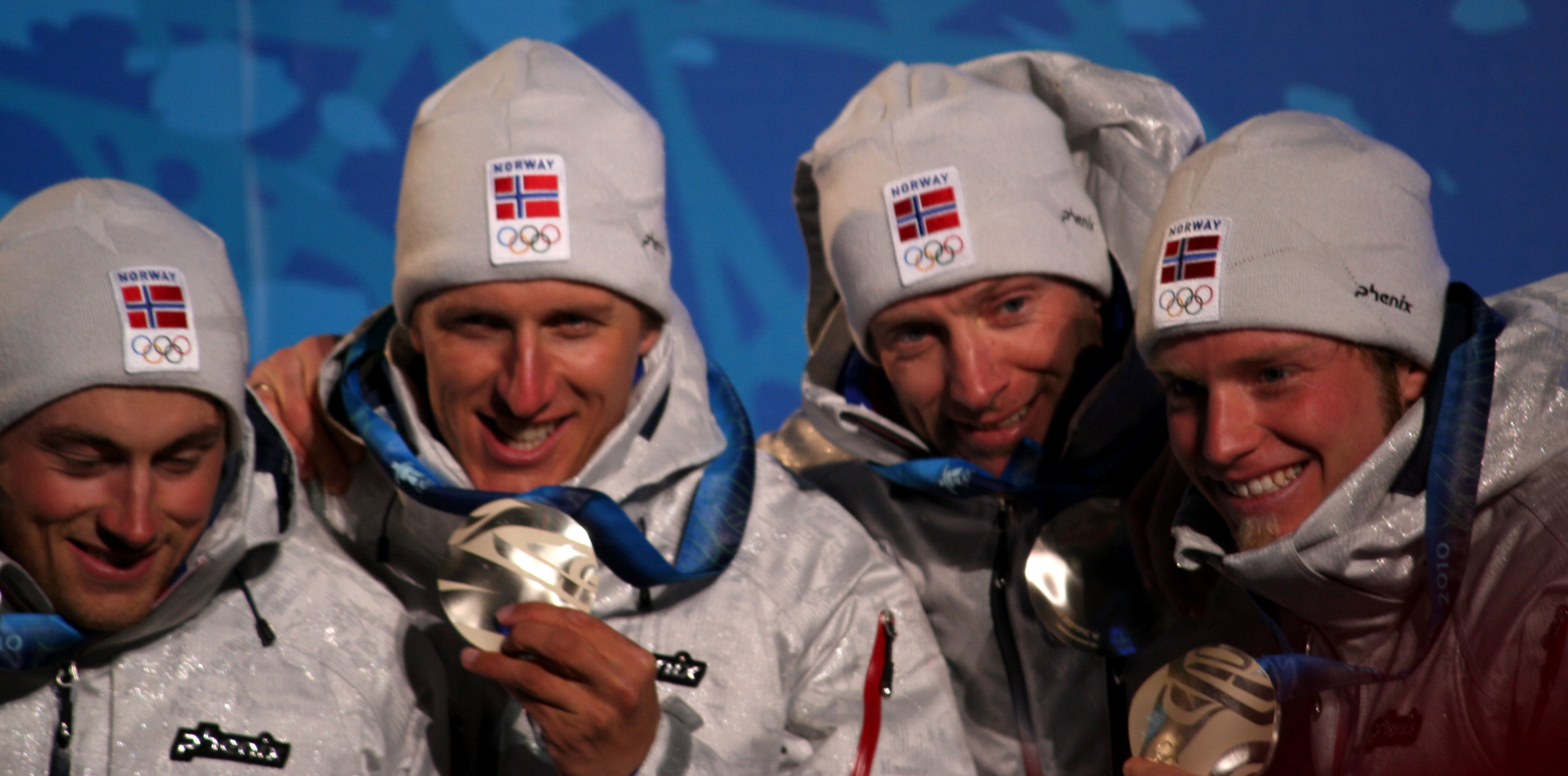
Relais norvégien des Jeux olympiques d'hiver de 2010.

Aux Jeux olympiques d'hiver de 2010, il est le premier relayeur de l'équipe norvégienne sur le relais 4 × 10 kilomètres, également composée de Odd-Bjoern Hjelmeset, Lars Berger et Petter Northug. Ce dernier, qui prend son relais avec un retard d'une trentaine de secondes sur un groupe composé de la Suède, la République tchèque et la France, parvient à rejoindre les skieurs tchèques et français, le Suédois Marcus Hellner s'étant échappé pour remporter le titre. Northug remporte la médaille d'argent.
En février 2011, il revient sur le podium en Coupe du monde, plus de deux ans après son dernier, en terminant deuxième du quinze kilomètres classique de Drammen.
Après avoir obtenu son premier podium aux Championnats du monde en 2011 lors du quinze kilomètres classique (médaille de bronze), où il gagne aussi son premier titre sur le relais, il doit attendre mars 2012 pour goûter au podium à nouveau, avec notamment une troisième fois au cinquante kilomètres de Holmenkollen, pour son premier podium à cette course de référence pour les Norvégiens.

### 2013-2014: Vainqueur de la Coupe du monde et du Tour de ski
En 2013, il est vice-champion du monde du skiathlon trente kilomètres derrière Dario Cologna. La saison 2012-2013 est marquée aussi par son entrée dans le top dix du classement général avec le huitième rang, notamment grâce à sa deuxième victoire individuelle qui a été obtenue au quinze kilomètres libre de Gällivare et sa troisième place aux Finales.
Le 1er décembre 2013, il gagne sa première course à étapes en battant au sprint Maxim Vylegzhanin et Alexander Legkov à l'issue du quinze kilomètres libre poursuite de Kuusamo, dernière épreuve du Nordic Opening. Début janvier 2014, il inscrit à son palmarès sa deuxième course à étapes consécutive en devenant le premier Norvégien à gagner le Tour de ski, il renforce ainsi son avance à la tête du classement général.
Lors des Jeux de Sotchi, il termine troisième de la première épreuve, le skiathlon, derrière le Suisse Dario Cologna et le Suédois Marcus Hellner. Quatrième avec le relais norvégien, il termine à cette même place lors du 50 kilomètres libre, derrière le trio russe composé de Alexander Legkov, Maxim Vylegzhanin et Ilia Chernousov. 
Au terme du 50 kilomètres classique d'Oslo, où il termine deuxième derrière le Suédois Daniel Richardsson il est assuré de remporter le globe de cristal récompensant le vainqueur du classement général.

### 2015
La saison 2014-2015 voit Sundby répéter ses succès avec une victoire finale sur le Nordic Opening. Il explique alors ses bonnes performances par l'augmentation de son volume d'entraînement durant l'inter-saison. Dixième du prologue du tour de ski disputé à Oberstdorf et remporté par Dario Cologna, il perd quelques secondes sur Northug qui remporte la poursuite du lendemain et empoche ainsi les quinze secondes de bonification accordées au vainqueur. Troisième du sprint de Val Müstair où Northug est deuxième, Sundby se rapproche de son compatriote grâce à une troisième place à l'occasion dix kilomètres classique de Toblach remporté par Alexey Poltoranin. Northug reprend un peu d'avance grâce à sa victoire à Toblach lors de la poursuite, avant que Sundby se rapproche lors de l'avant dernière étape, un quinze kilomètres classique à  Val di Fiemme. Parti à trois secondes de Northug pour la montée de l'Alpe Cermis, dernière course de la compétition, Petter Northug , il termine avec le troisième temps de la poursuite de neuf kilomètres en style libre mais termine en tête en haut de la montée, remportant son deuxième tour de ski consécutif.
Après sa victoire lors du Tour de ski, il marque quelques signe de fatigues avant les mondiaux disputés à Falun. Victime d'un refroidissement, il renonce au skiatlon puis au quinze kilomètres libre. En fin de saison, il termine troisième derrière le Norvégien Sjur Røthe et le Suisse Dario Cologna lors du 50 kilomètres libre d'Holmenkollen, le Suisse le privant de la victoire dans le classement de la Coupe du monde de distance. Il remporte toutefois le classement général de la Coupe du monde.

### 2016
Sundby s'avère intraitable lors du début de la saison 2015-2016, remportant le dix kilomètres libre, puis la poursuite du lendemain, pour remporter pour la troisième fois le Nordic Opening, ou Ruka Triple, Il enchaine par une victoire une semaine plus tard lors du trente kilomètres skiathlon de Lillehammer avec une avance de 44 secondes sur Niklas Dyrhaug, sa première victoire sur ce type de format. À Davos, il remporte le trente kilomètres libre devant Maurice Manificat puis lors de la dernière épreuve avant le tour de ski, à Toblach, il remporte le dix kilomètres libre devant Alexander Bessmertnykh.
Grand favori du Tour de ski, il est invaincu sur les épreuves par étapes depuis plus de deux ans, il termine quatrième de la première étape, un sprint libre à Lenzerheide remporté par Federico Pellegrino, puis s'impose largement devant ses compatriotes Petter Northug et Didrik Tønseth sur le trente kilomètres classique disputé sur le même site. Le lendemain, toujours à Lenzerheide, il remporte le  dix kilomètres poursuite devant Northug et Finn Hågen Krogh. Lors de l'étape suivante, un sprint classique disputé à Oberstdorf, il accentue son avance au classement général en terminant une nouvelle fois quatrième, devant ses principaux rivaux. Le lendemain, il connait une défaillance sur le quinze kilomètres classique, devancé de 56 secondes par Alexey Poltoranin. Deux jours plus tard, il termine deuxième du dix kilomètres libre de Toblach, devancé de trois secondes par Krogh, mais reprenant notamment 30 secondes à Northug. Vainqueur de l'avant-dernière étape disputée à Val di Fiemme, un quinze kilomètres classique, il s'élance avec 2 minutes 51 d'avance sur Northug, avant de terminer en haut de l'Alpe Cermis en tête avec une avance de 3 minutes 15. Il remporte son troisième tour de ski consécutif, rejoignant également Dario Cologna au palmarès, le Suisse étant le seul à détenir trois victoires dans cette compétition. Lors de la première épreuve de distance après le tour de ski, un quinze kilomètres libre à Nové Město na Moravě, il termine deuxième, devancé par Maurice Manificat . En février, il remporte pour la première fois de sa carrière le 50 kilomètres d'Oslo, disputé en format classique.
En 2016, des résultats antidopage positifs de Sundby dont révélés. Ils datent de l'hiver 2014-2015, où de trop grandes concentrations de salbutamol sont retrouvées dans des échantillons d'urine. Il est suspendu deux mois et les victoires à Davos et au Tour de ski lui sont retirées. Il perd donc le gain de la Coupe du monde 2014-2015.
Suspendu en juillet de deux mois par le TAS, Tribunal arbitral du sport, il peut être présent pour les premières épreuves de la coupe du monde, disputées à Ruka. Non qualifié pour la phase par élimination du sprint classique, il termine ensuite troisième du quinze kilomètres, également disputé en classique, épreuve remportée par le Finlandais Iivo Niskanen. La semaine suivante, il participe au mini-tour disputé à Lillehammer. Après une quatorzième place lors du sprint, il termine sixième du dix kilomètres libre, puis franchit en première position la ligne d'arrivée d'une poursuite de quinze kilomètres en style classique, terminant toutefois deuxième de la course derrière le Finlandais Matti Heikkinen qui réalise un meilleur temps. Sundby remporte le mini-tour devant son compatriote Johannes Høsflot Klæbo et Matti Heikkinen.
Désormais en tête du classement général de la Coupe du monde, il confirme sa première place en remportant le trente kilomètres libre de Davos. Lors du sprint disputé au même endroit, il ne parvient pas à se qualifier. Lors de la mass-start disputé sur une distance de quinze kilomètres en style libre à La Clusaz, il est devancé par Finn Hågen Krogh.

### 2017
Lors du Tour de Ski 2016-2017, il se qualifie pour la finale du sprint de Val Müstair en Suisse. Le lendemain, sur le même lieu, il termine deuxième du dix kilomètres classique, devancé par le Russe Sergueï Oustiougov. Celui-ci devance le Norvégien lors des deux étapes suivantes à Oberstdorf en Allemagne, un skiathlon et un quinze kilomètres libre, disputé en poursuite. Ustiugov remporte également le dix kilomètres classique de Toblach en Italie où Martin Johnsrud Sundby termine quatorzième. Ce dernier remporte ensuite le quinze kilomètres classique mass-start de Val di Fiemme. Parti avec une avance de 1 minute 12 sur Sundby, le Russe termine en tête du sommet de la montée de l'Alpe Cermis et remporte ainsi cette édition du Tour de ski, devançant Sundby de 1 minute 02. Lors de l'étape d'Ulricehamn, il termine deuxième du quinze kilomètres derrière Alex Harvey, puis participe à la victoire du relais norvégien avec Simen Hegstad Krüger, Anders Gløersen et Finn Hågen Krogh. À Falun, lors d'un trente kilomètres classique mass-start, il termine deuxième devancé par son compatriote Emil Iversen. Il complète sa préparation pour les mondiaux par deux courses à Lygna dans le cadre de championnats de Norvège, remportant notamment le skiathlon. Lors de la dernière étape, à Otepää, ilremporte le quinze kilomètres classique.
Il fait ses débuts sur les championnats du monde 2017 à Lahti lors de l'épreuve du skiathlon. Lors de la dernière montée, alors qu'il est à la lutte avec Sergey Ustiugov, il casse un bâton et chute, laissant le Russe s'échapper pour remporter le titre. Favori du quinze kilomètres classique, il est devancé de dix-huit secondes par le Finlandais Iivo Niskanen qui pointe en tête de tous les temps intermédiaires. Lors du relais quatre fois dix kilomètres, il est aligné en troisième position, derrière Didrik Tønseth et Niklas Dyrhaug. Seulement accompagné du Russe Aleksey Chervotkin— les équipes de Norvège et de Russie sont seules en tête depuis le premier relais — Sundby doit attendre la fin de son relais pour s'échapper, transmettant le témoin à Finn Hågen Krogh avec dix-sept secondes d'avance. Celui-ci parvient à conserver une partie de son avance face à Sergey Ustiugov pour remporter le titre. Sur un cinquante kilomètres ultra rapide et où la décision ne se fait pas, Sundby parvient à éclater le groupe de tête au 45e kilomètres. Seuls le Canadien Alex Harvey et le Russe Sergey Ustiugov parviennent à le suivre, puis à le depasser lors de l'arrivée. Le Finlandais arrive à reprendre le Norvégien pour remporter la médaille de bronze, Sundby étant également battu pour la quatrième place par Andrew Musgrave. En remportant le cinquante kilomètres classique d'Oslo, où il devance Iivo Niskanen en s'échappant à deux kilomètres de l'arrivée, il s'assure également de la première place du classement général de la coupe du monde, son troisième gros globe après ceux de 2014 et 2016. Déjà assuré du globe général, il décide de ne pas se rendre à Québec pour les Finales. Le même week-end que celles-ci il participe à Birkebeinerrennet, course longue distance disputée en Norvège entre Rena et Lillehammer. Pour sa deuxième participation à l'épreuve après sa deuxième place en 2015, il s'impose devant les spécialistes de la Worldloppet.

### 2018: double champion olympique par équipes
Sur le Ruka Triple, il semble avoir l'avantage sur la poursuite en quinze kilomètres libre, mais la révélation du fond norvégien Johannes Høsflot Klæbo le bat au sprint de 0,4 seconde.
Il enchaîne avec deux autres deuxièmes places, sur le skiathlon de Lillehammer et le Tour de ski, où Dario Cologna le devance de 1 minute et 26 secondes, malgré le meilleur temps sur la montée finale habituelle.
Il est encore sur le podium à Seefeld avec une troisième place au quinze kilomètres libre avant de se rendre à Pyeongchang. Lors de ces Jeux olympiques, il gagne une nouvelle médaille sur le skiathlon, après celle de l'édition de 2014, avec la médaille d'argent, derrière Simen Hegstad Krüger et devant Hans Christer Holund pour un triplé norvégien,. Sur le relais, il remporte enfin le titre olympique après deux titres mondiaux dans la discipline. Sur le sprint par équipes en style libre, il est associé à Johannes Høsflot Klæbo, avec qui il prend une deuxième médaille d'or.
Il finit la saison à la troisième place du classement général, abandonnant son titre à Klæbo.

### 2019: champion du monde du quinze kilomètres
Pour sa première course de la saison 2018-2019, Martin Johnsrud Sundby termine quatrième à Ruka d'un quinze kilomètres classique remporté par Alexander Bolshunov, il termine ensuite 24e du Lillehammer Triple où son meilleur résultat est une dixième place du quinze kilomètres libre. À Beitostølen, il est devancé par son compatriote Sjur Røthe sur le trente kilomètres libre. Le lendemain if fait partie du relais norvégien victorieux sur ce même site. Lors de l'étape duivante, à Davos, il termine troisième d'un quinze kilomètres libre remporté par le Russe Evgeniy Belov devant le Français Maurice Manificat.
Sur le Tour de ski 2018-2019, il termine septième du classement général, réalisant sa meilleure performance lors de la montée finale àù il réalise le neucième temps.

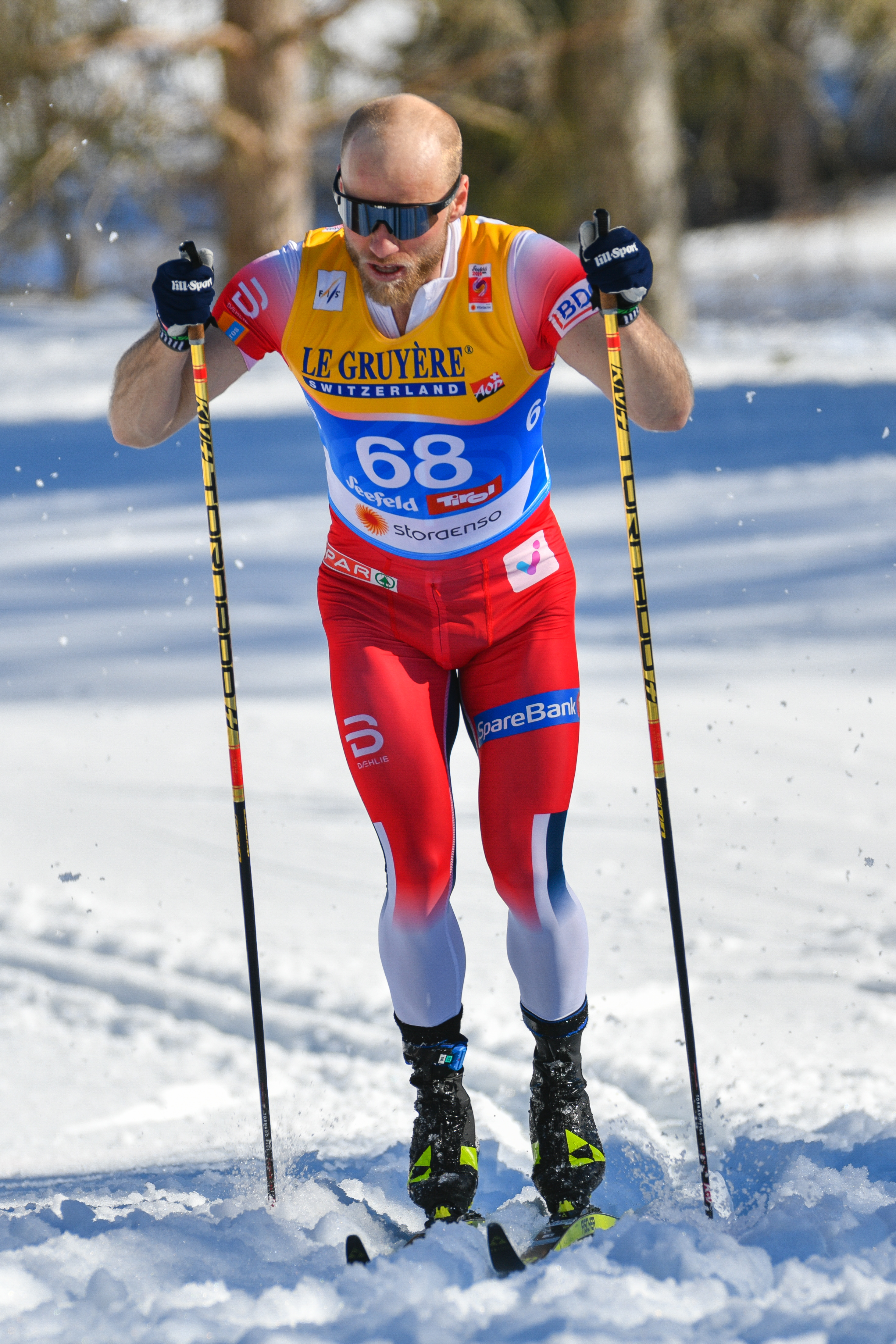
Vainqueur du quinze kilomètres des mondiaux de Seefeld.

Lors des mondiaux de Seefeld, il termine troisième du skiatlon, remporté par Sjur Røthe devant Alexander Bolshunov, puis remporte son premier titre mondial individuel sur le quinze kilomètres classique où il devance le Russe Aleksandr Bessmertnykh et le Finlandais Iivo Niskanen. Deuxième relayeur de la Norvège, en classique derrière Emil Iversen, il transmet ensuite à Sjur Røthe puis Johannes Høsflot Klæbo, il participe au dixième titre mondial consécutif de sa nation dans cette épreuve. Il termine enfin par une quatrième place du cinquante kilomètres.
Il obtient un nouveau podium après les mondiaux en terminant deuxième du quinze kilomètres libre de Falun derrière Alexander Bolshunov. Avec 689 [points, il termine neuvième du classement général et troisième du classement des courses de distances, 513 points.

### 2020-2021: saison perturbée et fin de carrière
Martin Johnsrud Sundby fait ses débuts en Coupe du monde lors la saison 2019-2020 à Ruka, terminant quinzième du général après une douzième place lors de la dernière étape. Il termine ensuite cinquième du skiathlon de Lillehammer, puis quatrième à Oberstdorf sur la même épreuve. S'estimant hors de forme, il renonce au Tour de ski. 
Après la mass-start de Meråker, il abandonne sur le Ski Tour, course par étapes en Suède et Norvège, en raison de mal de dos. Il dispute toutefois le cinquante kilomètres style classique où il termine douzième. 
Il termine 25e du classement général de la Coupe du monde et quinzième du classement des courses de distance.
Pour la saison 2020-2021, il n'est pas retenu dans l'équipe nationale première pour la Coupe du monde, le nombre d'athlètes passant de 15 à 12.
Après une dernière apparition aux Championnats du monde de ski nordique 2021, terminant septième sur le 15 km libre, il met un terme à sa carrière en avril 2021.

## Palmarès

### Jeux olympiques d'hiver
Martin Johnsrud Sundby compte trois participations aux Jeux olympiques d'hiver. En 2010, il remporte une médaille d'argent en relais aux côtés d'Odd-Bjørn Hjelmeset, Lars Berger et Petter Northug, derrière l'équipe de Suède. Quatre ans plus tard, en 2014, il obtient la médaille de bronze du skiathlon. Aux Jeux olympiques de 2018, il est médaillé d'argent du skiathlon, puis obtient son premier titre de champion olympique du relais, associé à Didrik Tønseth, Simen Hegstad Krüger et Johannes Høsflot Klæbo avec lequel il remporte également le  sprint par équipes.
| Épreuve / Édition   | Sprint                           | Sprint                           | 15 km                            | 15 km                            | Skiathlon 2 × 15 km | 50 km | Relais | Relais    |
| Épreuve / Édition   | libre                            | classique                        | libre                            | classique                        | Skiathlon 2 × 15 km | 50 km | Sprint | 4 × 10 km |
| JO 2010 Vancouver   | Épreuve inexistante à cette date | —                                | 33e                              | Épreuve inexistante à cette date | 18e                 | 15e   | —      | Argent    |
| JO 2014 Sotchi      | —                                | Épreuve inexistante à cette date | Épreuve inexistante à cette date | 13e                              | Bronze              | 4e    | —      | 4e        |
| JO 2018 Pyeongchang | Épreuve inexistante à cette date | —                                | 4e                               | Épreuve inexistante à cette date | Argent              | 5e    | Or     | Or        |

Légende :
- : première place, médaille d'or
- : deuxième place, médaille d'argent
- : troisième place, médaille de bronze
- : pas d'épreuve
- — : Non disputée par Sundby

### Championnats du monde
Martin Johnsrud Sundby remporte neuf médailles lors des Championnats du monde. Il emporte deux médailles lors des Mondiaux 2011, avec la médaille d'or du relais aux côtés d'Eldar Rønning, Tord Asle Gjerdalen et Petter Northug et le bronze sur le quinze kilomètres classique derrière Matti Heikkinen et Rønning. En 2013, il obtient la médaille d'argent au skiathlon. Lors de l'édition de 2017, il remporte la médaille d'argent du skiathlon et du quinze kilomètres classique, puis le titre avec le relais, également composé de Didrik Tønseth, Niklas Dyrhaug et Finn Hågen Krogh. Il obtient son premier titre individuel lors de l'édition de 2019, sur le quinze kilomètres classique, remportant également une médaille de bronze sur le skiathlon et l'or avec le relais norvégien, avec  Emil Iversen, Sjur Røthe et Johannes Høsflot Klæbo.
| Épreuve / Édition           | Sprint                           | Sprint                           | 15 km                            | 15 km                            | Poursuite/Skiathlon 2 × 15 km | 50 km | Relais | Relais    |
| Épreuve / Édition           | libre                            | classique                        | libre                            | classique                        | Poursuite/Skiathlon 2 × 15 km | 50 km | Sprint | 4 × 10 km |
| Mondiaux 2009 Liberec       | —                                | Épreuve inexistante à cette date | Épreuve inexistante à cette date | 34e                              | —                             | —     | —      | —         |
| Mondiaux 2011 Oslo          | —                                | Épreuve inexistante à cette date | Épreuve inexistante à cette date | Bronze                           | 5e                            | 24e   | —      | Or        |
| Mondiaux 2013 Val di Fiemme | Épreuve inexistante à cette date | —                                | —                                | Épreuve inexistante à cette date | Argent                        | —     | —      | —         |
| Mondiaux 2015 Falun         | Épreuve inexistante à cette date | —                                | —                                | Épreuve inexistante à cette date | —                             | 11e   | —      | —         |
| Mondiaux 2017 Lahti         | —                                | Épreuve inexistante à cette date | Épreuve inexistante à cette date | Argent                           | Argent                        | 5e    | —      | Or        |
| Mondiaux 2019 Seefeld       | —                                | Épreuve inexistante à cette date | Épreuve inexistante à cette date | Or                               | Bronze                        | 4e    | —      | Or        |
| Mondiaux 2021 Oberstdorf    | Épreuve inexistante à cette date | —                                | 7e                               | Épreuve inexistante à cette date | —                             | —     | —      | —         |

Légende :
- : première place, médaille d'or
- : deuxième place, médaille d'argent
- : troisième place, médaille de bronze
- : pas d'épreuve
- — : Non disputée par Sundby

### Coupe du monde
Il gagne le classement général de la Coupe du monde en 2014, 2016 et 2017.
Martin Johnsrud Sundby compte 62 podiums : 
- 44 podiums en épreuve individuelle : 19 victoires, 16 deuxièmes places et 9 troisièmes places ;
- 18 podiums en épreuve par équipes : 14 victoires, 1 deuxième place et 3 troisièmes places.

#### Détail des victoires
Martin Johnsrud Sundby compte dix-neuf victoires individuelles en Coupe du monde, la première en style classique à Kuusamo en 2009 puis la seconde en style libre à Gällivare en 2013. Lors de la Coupe du monde de ski de fond 2013-2014, il remporte cinq victoires, le Nordic Opening à Kuusamo puis le Tour de ski quelques semaines plus tard, le quinze kilomètres de Lahti et la troisième compétition par étapes, les Finales.
| Épreuve / Édition | Sprint | Sprint    | 15 km     | 15 km     | Skiathlon 2 × 15 km | 30 km | 30 km     | 50 km | Tour de ski ou Finales ou Nordic Opening ou Ski Tour Canada |
| Épreuve / Édition | libre  | classique | libre     | classique | Skiathlon 2 × 15 km | libre | classique | 50 km | Tour de ski ou Finales ou Nordic Opening ou Ski Tour Canada |
| 2008-09           |        |           |           | Kuusamo   |                     |       |           |       |                                                             |
| 2009-10           |        |           |           |           |                     |       |           |       |                                                             |
| 2010-11           |        |           |           |           |                     |       |           |       |                                                             |
| 2011-12           |        |           |           |           |                     |       |           |       |                                                             |
| 2012-13           |        |           | Gällivare |           |                     |       |           |       |                                                             |
| 2013-14           |        |           | Lahti     |           |                     |       |           |       | Nordic Opening Tour de ski Finales                          |
| 2014-15           |        |           | Davos     |           |                     |       |           |       | Nordic Opening Tour de ski                                  |
| 2015-16           |        |           |           | Toblach   | Lillehammer Lahti   | Davos |           | Oslo  | Nordic Opening Tour de ski Ski Tour Canada                  |
| 2016-17           |        |           |           | Otepää    |                     | Davos |           | Oslo  | Nordic Opening                                              |

Il détient également :
- 1 victoire d'étape aux Finales 2013-2014 (quinze kilomètres libre, départ avec handicap) à Falun ;
- 1 victoire d'étape au Nordic Opening 2014-2015 (dix kilomètres libre) à Lillehammer ;
- 1 victoire d'étape au Ruka Triple 2015-2016 (dix kilomètres libre) ;
- 4 victoires d'étape au Tour de ski 2016 ;
- 1 victoire d'étape au Tour de Ski 2016-2017 (quinze kilomètres classique).
- 1 victoire d'étape au Tour de ski 2017-2018.

#### Courses par étapes
- Nordic Opening :
  - 3 victoires finales
  - 7 podiums d'étape, dont 1 victoire.
- Tour de ski :
  - 2 victoires finales
  - 17 podiums d'étape, dont 7 victoires.
- Finales :
  - 1 victoire finale
  - 4 podiums d'étape.
- Ski Tour Canada :
- 1 victoire finale
  - 2 podiums d'étape, dont 1 victoire.

#### Classements en Coupe du monde
Martin Johnsrud Sundby remporte à trois reprises le globe de cristal récompensant le vainqueur du classement général de la coupe du monde, en 2014, 2016 et 2017 et termine troisième en 2018. Il remporte également le classement des courses de distance lors de ces trois saisons. Il termine deuxième de ce dernier classement à deux reprises, en  2015 et 2018 et troisième en 2019.
Lors de la saison 2013-2014, il remporte pour la première fois une compétition par étape, le Nordic Opening, remportant par la suite le Tour de ski et enfin les Finales. La saison suivante, il remporte les deux épreuves à étapes du calendrier, le Nordic Opening et le Tour de ski, dont il est ultérieurement disqualifié. Il remporte ces deux épreuves en 2015-2016, ainsi que le Ski Tour Canada, mini-tour qui conclut la saison internationale. Il remporte de nouveau le Nordic Opening, disputé à Lillehammer la saison suivante, terminant deuxième du Tour de ski. Lors de la saison 2017-2018, il termine deuxième du Nordic Opening et du Tour de ski.
| Saison / Épreuve | Saison / Épreuve | Général | Général | Distance | Distance | Sprint | Sprint |     | Tour de ski depuis 2007          | Finales 2008-2014                | Nordic Opening depuis 2011       | Ski Tour Canada depuis 2016 |
| ---------------- | ---------------- | ------- | ------- | -------- | -------- | ------ | ------ | --- | -------------------------------- | -------------------------------- | -------------------------------- | --------------------------- |
| Saison / Épreuve | Saison / Épreuve | Class.  | Points  | Class.   | Points   | Class. | Points |     | Tour de ski depuis 2007          | Finales 2008-2014                | Nordic Opening depuis 2011       | Ski Tour Canada depuis 2016 |
| 2007             | 2007             | 146e    | 6       | 95e      | 6        | -      | -      | —   | Épreuve inexistante à cette date | Épreuve inexistante à cette date | Épreuve inexistante à cette date |                             |
| 2008             | 2008             | 68e     | 76      | 42e      | 76       | -      | -      | —   | 37e                              | Épreuve inexistante à cette date | Épreuve inexistante à cette date |                             |
| 2009             | 2009             | 13e     | 515     | 12e      | 358      | 108e   | 3      | 8e  | 18e                              | Épreuve inexistante à cette date | Épreuve inexistante à cette date |                             |
| 2010             | 2010             | 42e     | 186     | 28e      | 137      | 103e   | 5      | 20e | —                                | Épreuve inexistante à cette date | Épreuve inexistante à cette date |                             |
| 2011             | 2011             | 28e     | 252     | 19e      | 214      | 74e    | 16     | —   | 20e                              | —                                | Épreuve inexistante à cette date |                             |
| 2012             | 2012             | 19e     | 449     | 14e      | 347      | 99e    | 2      | —   | 4e                               | —                                | Épreuve inexistante à cette date |                             |
| 2013             | 2013             | 8e      | 672     | 6e       | 469      | 104e   | 3      | —   | 3e                               | 6e                               | Épreuve inexistante à cette date |                             |
| 2014             | 2014             | 1er     | 1534    | 1er      | 648      | 26e    | 86     | 1er | 1er                              | 1er                              | Épreuve inexistante à cette date |                             |
| 2015             | 2015             | 6e      | 748     | 2e       | 480      | 35e    | 68     | DSQ | Épreuve inexistante à cette date | 1er                              | Épreuve inexistante à cette date |                             |
| 2016             | 2016             | 1er     | 2634    | 1er      | 1444     | 13e    | 190    | 1er | Épreuve inexistante à cette date | 1er                              | 1er                              |                             |
| 2017             | 2017             | 1er     | 1626    | 1er      | 1056     |        |        | 2e  | —                                | 1er                              | Épreuve inexistante à cette date |                             |
| 2018             | 2018             | 3e      | 1261    | 2e       | 657      | 54e    | 24     | 2e  | 4e                               | 2e                               | Épreuve inexistante à cette date |                             |
| 2019             | 2019             | 9e      | 689     | 3e       | 513      | 58e    | 18     | 7e  | —                                | 24e                              | Épreuve inexistante à cette date |                             |
| 2020             | 2020             | 25e     | 335     | 15e      | 289      | 71e    | 14     | —   | FIS Ski Tour : Anbandon          | 15e                              | Sprint Tour : Annulé             |                             |

Légende :
- — : Pas disputé par le fondeur
- : pas d'épreuve

### Championnats du monde junior
En deux participations aux Championnats du monde juniors, Martin Johnsrud Sundby n'a jamais remporté de médaille aux Championnats du monde junior avec pour meilleur résultat une 5e place en relais.
| Épreuve / Édition       | Sprint | Sprint                           | 10 km                            | 10 km                            | Poursuite 2 × 10 km              | 30 km | Relais            |
| Épreuve / Édition       | libre  | classique                        | libre                            | classique                        | Poursuite 2 × 10 km              | 30 km | Relais            |
| Mondiaux 2003 Sollefteå | 17e    | Épreuve inexistante à cette date | Épreuve inexistante à cette date | 14e                              | Épreuve inexistante à cette date | 8e    | Médaille d'argent |
| Mondiaux 2004 Stryn     | 25e    | Épreuve inexistante à cette date | 6e                               | Épreuve inexistante à cette date | Épreuve inexistante à cette date | 9e    | 5e                |

### Coupe de Scandinavie
- 6 victoires.

### Championnats de Norvège
- Champion sur le skiathlon en 2011, 2012, 2014, 2017 et 2018.
- Champion sur le quinze kilomètres libre en 2012 et 2013.
- Champion sur le quinze kilomètres classique en 2016.
- Champion sur le cinquante kilomètres en 2012, 2013, 2014, 2016, 2017 et 2019.
- Champion sur le dix kilomètres classique en 2015.
- Champion sur le dix kilomètres libre en 2016 et 2019.
- Champion sur le sprint par équipes en 2013.